# Vicia cappadocica
Vicia cappadocica là một loài thực vật có hoa trong họ Đậu. Loài này được Boiss. & Balansa miêu tả khoa học đầu tiên.